# Lodewijk van den Berg
Lodewijk van den Berg (Sluiskil, 24 maart 1932 – Largo (Florida), 16 oktober 2022) was een in Nederland geboren Amerikaans ruimtevaarder en chemisch ingenieur.

## Levensloop
Van den Berg werd geboren als tweede kind van Gaston Polydor Amand van den Berg (1896-1956), administratief directeur van de Compagnie Neérlandaise de l'Azote, en Elsa Stubbe (1903-1978). Hij had twee zussen en een broer. Zijn ouders stuurden hem naar kostscholen in Rolduc en Sittard; hij behaalde het gymnasium-B diploma. Vervolgens studeerde hij tussen 1949 en 1961 chemische technologie aan de Technische Universiteit te Delft. Tijdens zijn studie was hij lid van studentenvereniging Virgiel en roeide hij bij Proteus. Hij studeerde in 1961 af en verhuisde naar de Verenigde Staten, waar hij verder studeerde aan de University of Delaware.

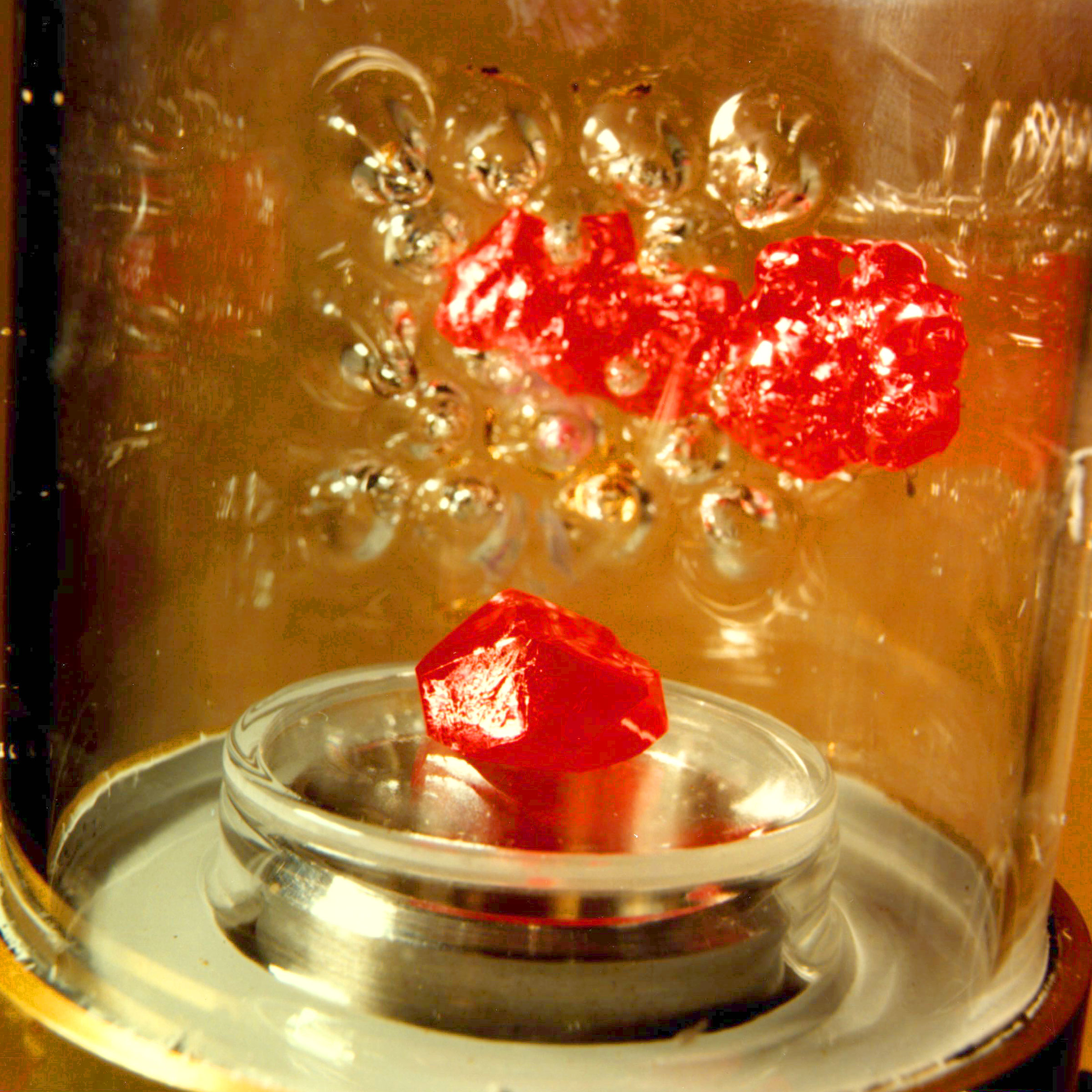
Van den Bergs "Vapor Crystal Growth System" (VCGS)

Hij specialiseerde zich in het 'kweken' van kristallen, en behaalde in 1974 een Ph.D. Met zijn kristallen kan gammastraling worden gedetecteerd. Dit werd beschouwd als een spionagegevoelige vinding; daarom moest hij Amerikaans staatsburger worden. Het Amerikaans staatsburgerschap werd hem in 1975 verleend.
Omdat hij kristallen wilde kweken bij gewichtloosheid vroeg hij NASA of dat in een ruimtevaartuig mogelijk was. NASA bedacht dat het gemakkelijker zou zijn om een kristallenkweker op te leiden tot ruimtevaarder dan andersom, en vroeg Van den Berg acht personen met genoeg kennis op te geven. Die kon echter maar zeven wetenschappers bedenken, waarop hij zelf als achtste op de lijst kwam te staan. Voor de eerste test, die de wetenschappelijke achtergrond van de kandidaten testte, slaagde hij met gemak. Vervolgens kwam hij tot zijn verbazing ook door de tweede test en bleef over met nog iemand. Ten slotte werd hij door NASA gekozen als de 'prime'.
Op 29 april 1985 was Van den Berg aan boord van de Spaceshuttle Challenger toen die werd gelanceerd voor missie STS-51-B. Na ruim 168 uren (7 dagen) in de ruimte landde hij op 6 mei weer op aarde. Hij was overigens tijdens de terugkeer in slaap gevallen en werd drie minuten voor de eigenlijke landing weer wakker.
Van den Berg was de eerste in Nederland geboren ruimtevaarder,  maar was al 10 jaar voor de Challengervlucht plaatsvond tot Amerikaans staatsburger genaturaliseerd. Wubbo Ockels, die de Nederlandse nationaliteit had, ging zes maanden later de ruimte in.
Het actualiteitenprogramma Netwerk zond op 7 april 2004 een documentaire over Van den Berg uit, onder de titel De 'vergeten astronaut' .
In 2005 organiseerde volkssterrenwacht Philippus Lansbergen in Middelburg (Zeeland) een drukbezocht symposium waarbij zowel Lodewijk van den Berg alsook astronaut André Kuipers aanwezig waren. Het was ook tijdens dit symposium dat Van den Berg duidelijkheid schiep rond de nationaliteitskwestie door te bevestigen dat hij al vanaf zijn naturalisatie tot Amerikaan niet meer beschikt over de Nederlandse nationaliteit.
Van den Berg werkte anno 2007 als 'chief scientist' bij de Constellation Technology Corporation. Hij kweekte nog elke dag kristallen, wat hij zelf beschouwde als een soort tuinieren. Ze worden onder meer gebruikt door het Internationaal Atoomenergie Agentschap.
Op 28 september 2007 werd de planetoïde 11430 Lodewijkberg naar hem vernoemd. De planetoïde heeft een doorsnede van circa 3,5 km en draait tussen de planeten Mars en Jupiter, op een gemiddelde afstand van 330 miljoen km om de zon. Planetoïde (11430) Lodewijkberg doet 3,27 Aardse jaren over een volledige omloop.
Op 31 mei 2013 is in Sluiskil een beeld onthuld ter ere van wat Lodewijk van den Berg allemaal bereikt heeft. Ook kreeg in 2018 bij de fusie van twee scholen in Terneuzen, de nieuwe school de naam Lodewijk College. Hij werd 90 jaar oud.